# Chloroclystis palmaria
Chloroclystis palmaria là một loài bướm đêm trong họ Geometridae.